# Секкан сейдзі
Секка́н се́йдзі (яп. 摂関政治, せっかんせいじ, «режим регентів і радників») — термін японської історіографії, яким позначають режим верховенства Імператорських регентів сессьо і радників кампаку з роду Фудзівара у японському політикумі 9 — 11 століття, середини періоду Хей'ан.
Початок панування представників роду Фудзівара пов'язують з Фудзіварою но Йосіфусою, який у 857 (866) році був призначений на посаду регента сессьо малолітнього Імператора. У 887 році його племінник і названий син Фудзівара но Мотоцуна отримав пост радника кампаку. Через втручання Суґавари но Мітідзане вплив Фудзівара на Імператорський двір ослаб на півстоліття, проте згодом, у 967 році онук Мотоцуни, Фудзівара но Санейорі був призначений на посаду радника, а через два роки — на посаду регента. Його нащадки поєднували ці посади і фактично монопольно верховодили Японією до середини 11 століття.
У 1089 році вплив Фудзівара було суттєво обмежено появою інститут екс-Імператора інсей. З 12 століття, коли призначення на посади регентів сессьо і радників кампаку стало формальністю, голови цього роду втратили реальний контроль над державними справами.